# 南極点
座標: 南緯90度 西経0度 / 南緯90度 東経-0度

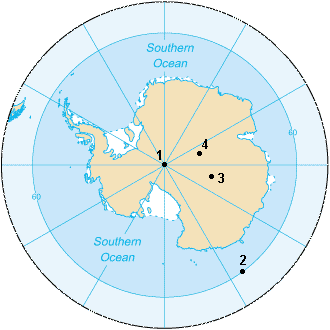
1. 南極点
2. 南磁極（南緯64.6度、東経138.6度、1997年1月）
3. 南磁軸極南地磁気極（南緯78.6度、東経110.0度）
4. 南到達不能極

南極点（なんきょくてん、英: South Pole）とは、自転する天体の最南端に当たる南緯90度地点のことである。ほとんどの場合、地理学上の南極点は自転軸と天体表面が交差する点の内、南側にある1点が南極点である。もうひとつは北極点のことである。
以下本項では特に断りのないかぎり、地球の南極点について述べる。

## 概要
南極点は南極大陸上に位置し、1956年に建設されたアメリカ合衆国のアムンゼン・スコット基地内にある。
南極点はあくまで地理学的な地点であり、方位磁石のS極が指し示す地磁気の極である南磁極（南緯64.6度、東経138.6度、1997年1月）や、地球磁場を完全な双極子磁場と想定した際にS極に当たる南磁軸極南地磁気極（南緯78.6度、東経110.0度）とは一致しない。
南極点の地理座標は、緯度であれば単純に南緯90度と与えられる。一方の経度では、表すことができない特異点である極（きょく）に相当する。便宜的に経度を示す場合、南極点の方眼北（グリッド北）はグリニッジ子午線に沿っているとみなし、経度は西経（または東経）0度としている。

## 地理学上の南極点

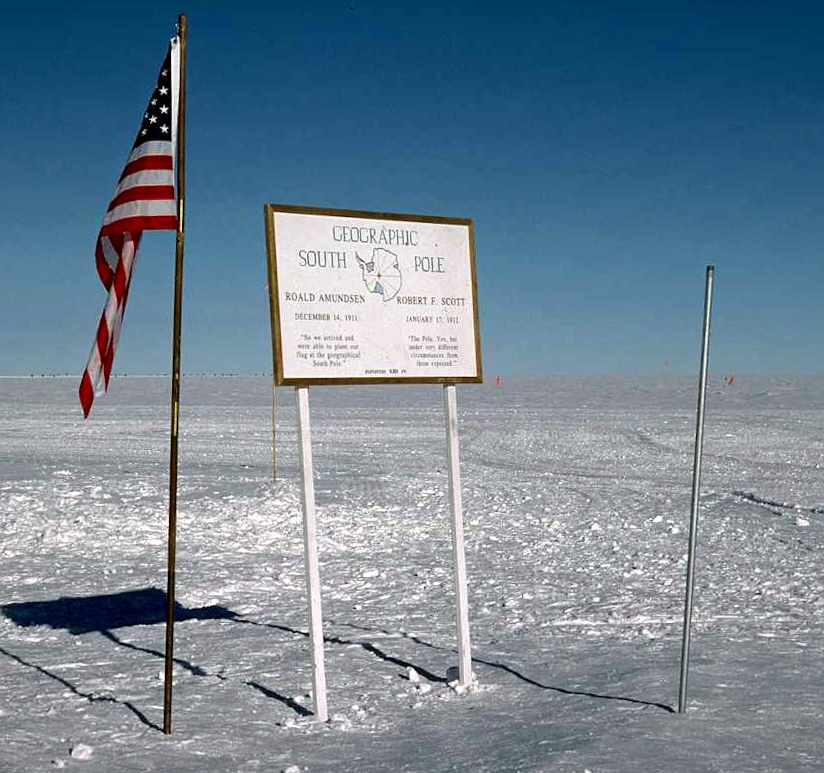
2000年に設置された南極点の標識ジオグラフィック・ポール。毎年位置が変えられる。

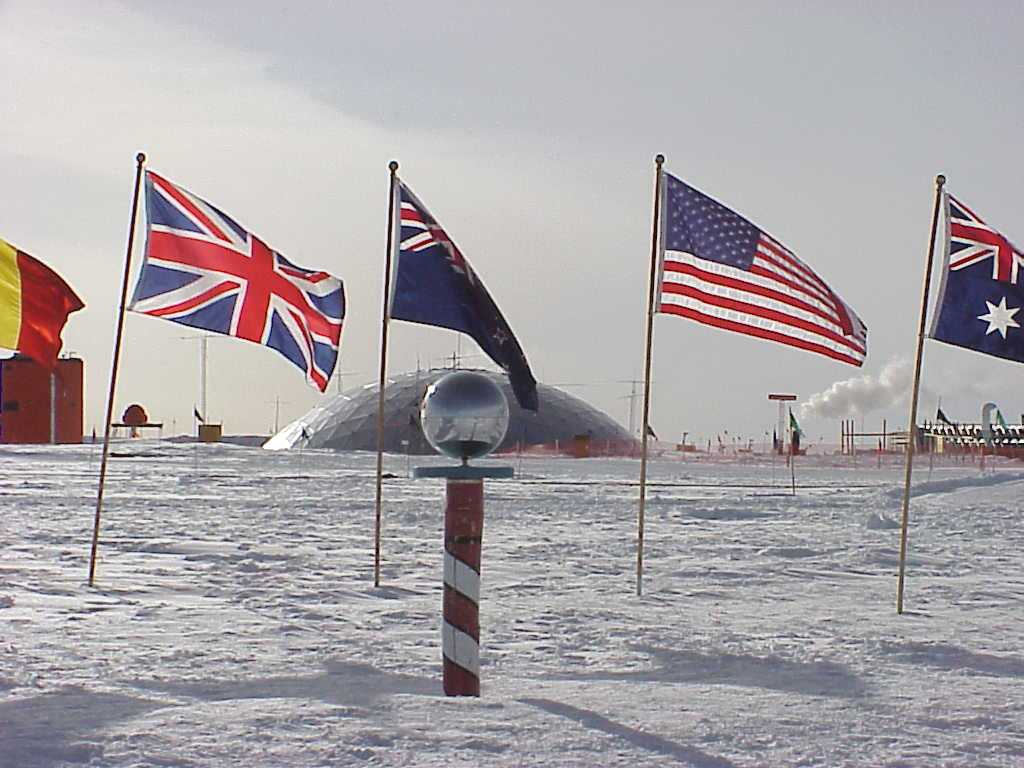
訪問者用（観光用）に設置されている南極点のセレモニアル・ポール。年々、実際の南極点とずれてゆく宿命を負っている。

南極点は南極大陸上にある。ただし、大陸移動があるため、地球の歴史において常にそうであった訳ではない。2011年現在それは、最も近い海岸線となるマクマード湾から内陸におよそ1,300キロメートル（800マイル）の位置にある。そこには厚さおよそ2,700メートルの氷が大地を覆い、南極点はその氷床の上、標高にしておよそ2,835メートルの位置にある。
しかし、地震などの地殻変動によってジオイドに変化が起こると、自転のモーメントに影響を与え地球の自転軸はぐらつく。これを極運動という。そのため、この定義では厳格には南極点および北極点を固定できない。さらに、南極点の氷床は1年あたり約10メートルの速度でグリッド北37度から40度の方向に移動し、ウェッデル海へ向かっている。よって南極点に何らかの標識を置いても、時間が経つにつれて位置がずれて行くことになる。

### ジオグラフィック・ポール
以上の理由から、地理学的に定められる実際の南極点は継続的に測定され、毎年元旦に「ジオグラフィック・ポール」という標識が付け替えられる。ジオグラフィック・ポールは簡単な杭を打って示す。そばにはアメリカ合衆国の星条旗と、添えられた立て看板がある。看板にはロアール・アムンセンとロバート・スコットの業績を讃えて彼らがそれぞれ南極点に到達した日付と短い解説、そして南極点の標高が記されている。過去の標識は観測日を付けて残されるため、氷原に点々と打たれた杭から南極点の移動が確認できる。

### セレモニアル・ポール
実際の南極点標識とは別に、観光用の南極点標識「セレモニアル・ポール」がアムンゼン・スコット基地の脇に設置されている。金属球を上に据えた柱脚状台座の標識は、南極条約の原加盟国である12カ国の国旗で囲われており、南極が人類の共有財産であることを象徴する。実際の南極点とはさほど離れていない。

### 史跡・記念物

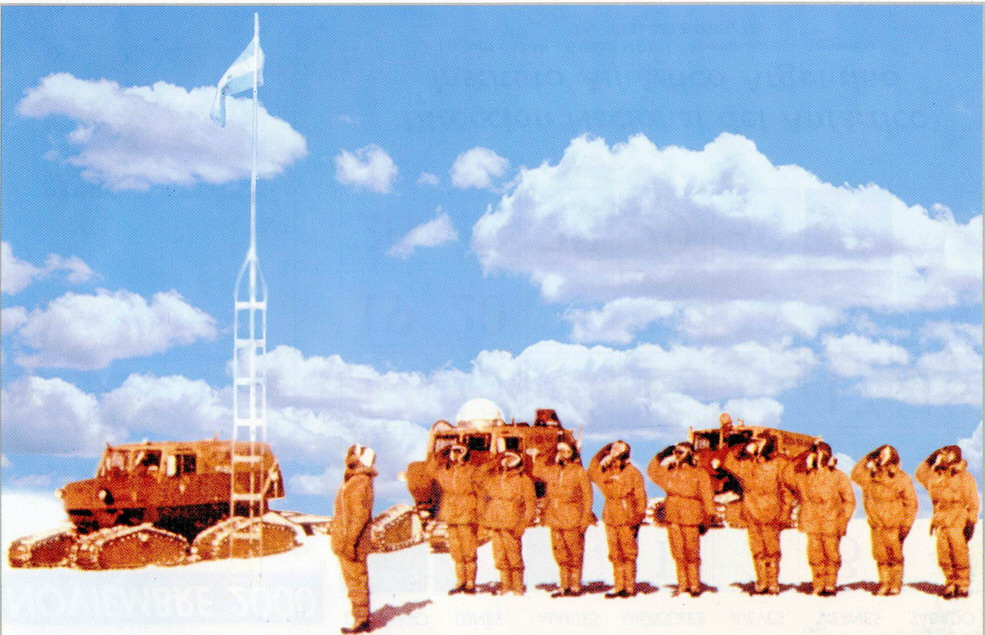
旗竿を設置した後、旗に敬礼するアルゼンチンの兵士（1965年）

#### アムンセンのテント
1911年12月14日に南極点に到達したロアール・アムンセン率いるノルウェー遠征隊によって設営されたテント。現在、南極点付近の雪と氷の下に埋没している。南極条約協議国会議へのノルウェーからの提案により、南極史跡記念物(HSM 80)に指定された。テントの正確な位置は不明だが、氷の移動速度と雪の蓄積速度から計算すると、2010年の時点で、南極点から1.8〜2.5キロメートル離れた表面から17メートルの深さと推定される。

#### アルゼンチンの旗竿
第1回アルゼンチン内陸極点探検隊（オペラシオン90）によって1965年12月に南極点に立てられた旗竿。南極条約協議国会議へのアルゼンチンの提案により、南極史跡記念物(HSM 1)に指定された。

## 歴史

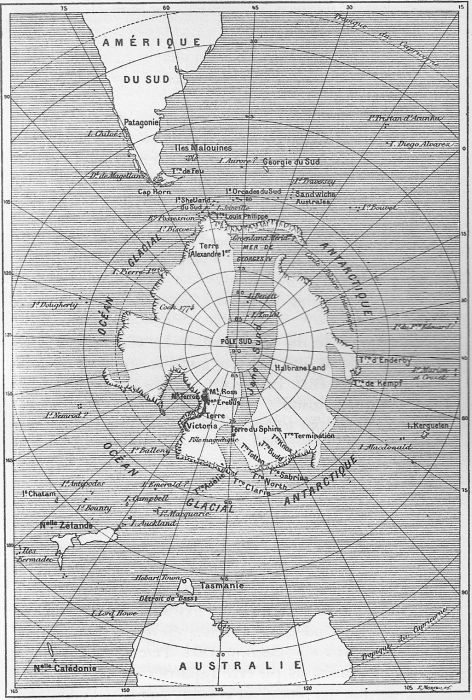
1895年の南極の地図。すでに調査済みの沿岸部はある程度かかれている。しかし内陸部は未知のエリアであった。

### 19世紀
南極の発見には諸説あるが、1820年から翌1821年の1月にロシアのファビアン・ベリングスハウゼンとミハイル・ラザレフが南極に到達したことはごく初期の事例に当たる。1月後にアメリカのジョン・デイビス (アザラシ狩人)らが南極大陸初上陸を果たした。当時、南極の地形は未知であったが、19世紀中ごろにアメリカの海軍士官チャールズ・ウィルクスが自ら行った1839年-1840年の探検結果を元に南極は新大陸であると主張し、後にそれは正しさが証明された。ジェイムズ・クラーク・ロスは1839年-1843年に航路で南極点到達を目指す探検に挑んだが、失敗した。

### 20世紀前半
南極点への行程を探す最初の試みは、1901年-1904年にディスカヴァリー号探検隊に加わったイギリスの冒険家ロバート・スコットによって行われた。アーネスト・シャクルトンやエドワード・A・ウィルソンとともに、出来るかぎり南を目指したスコットは、1902年12月31日に南緯82.16度まで到達した。シャクルトンはニムロド号探検隊の隊長として再び南極に挑み、1909年1月9日に南緯88.23度、南極点まであと112マイル（180キロ）というところまでたどり着いたが、引き返さざるを得なくなり涙を呑んだ。

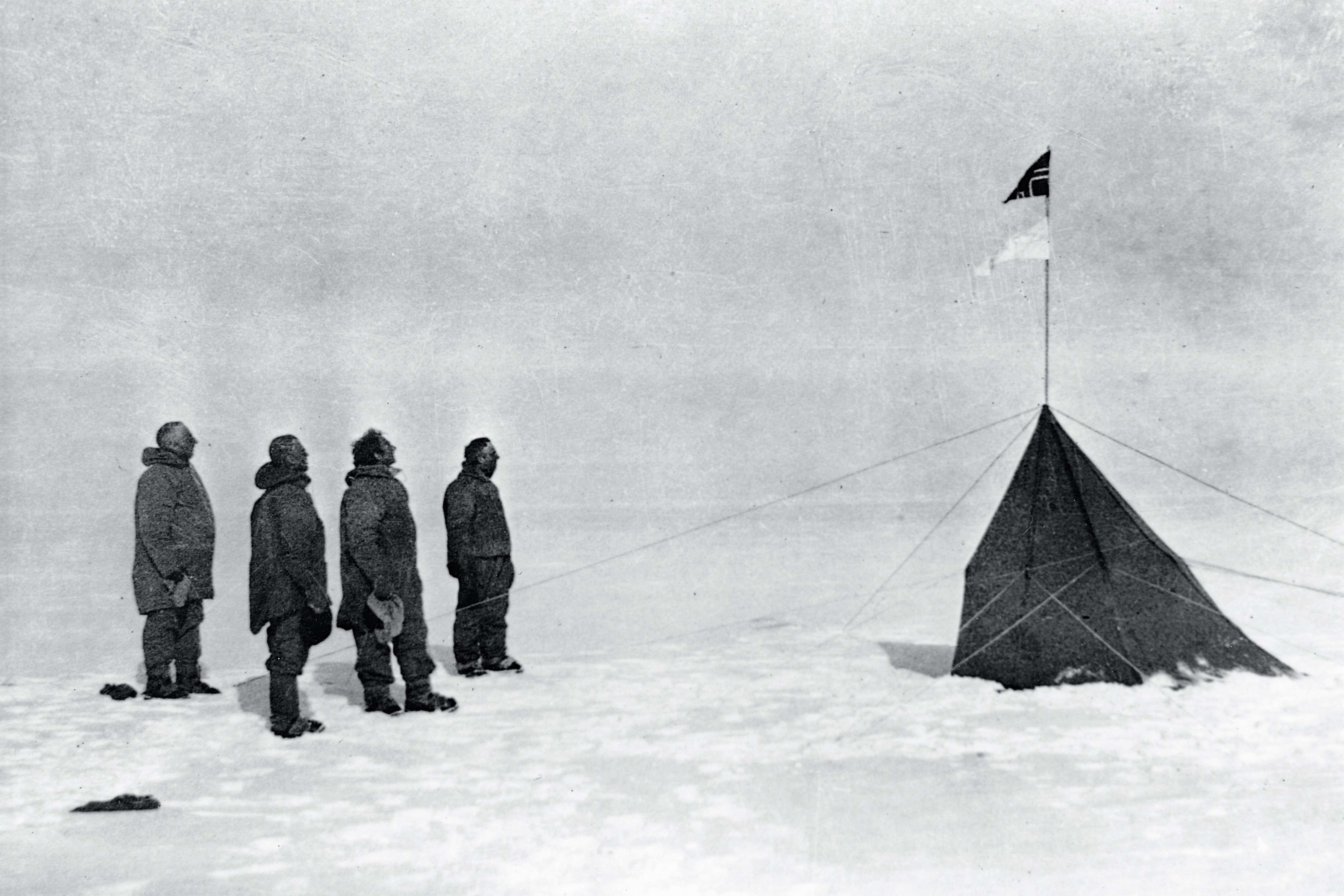
1911年12月15日、南極点に到達したアムンセン一行。左からロアール・アムンセン、ヘルマー・ハンセン、スヴェレ・ハッセル、オスカー・ウィスチング。写真撮影は5人目のメンバー、ウーラフ・ビヤーラン。

人類初の南極点到達は、1911年12月14日にノルウェーのロアール・アムンセンの南極点遠征隊によって成し遂げられた。アムンセンは南極点にポールハイムというキャンプを張り、南極点周辺の台地を国王ホーコン7世にちなみ「ホーコン7世台地」と命名した。ロバート・スコットもまたテラノヴァ号探検隊を組んで再び南極大陸に上陸し、南極点を目指していた。スコットと4人の探検隊が南極点に到達したのは1912年1月17日、アムンセンに遅れる事34日後だった。帰路、飢餓と極寒の中で彼らは全滅した。南極点到達の両者の争いの詳細はそれぞれのリンクを参照。
1914年にはアーネスト・シャクルトン率いる帝国南極横断探検隊が、南極点を経由する大陸横断の探検に出発した。しかし乗艦したエンデュランス号が海氷に閉じ込められ、試みは断念された。その後、長らく陸路横断計画は立案されなかった。
1929年11月には、アメリカの海軍少将リチャード・バードが、操縦士バーント・バルヒェンの操縦する航空機で、世界で初めて南極点上空を通過した。

### 20世紀後半

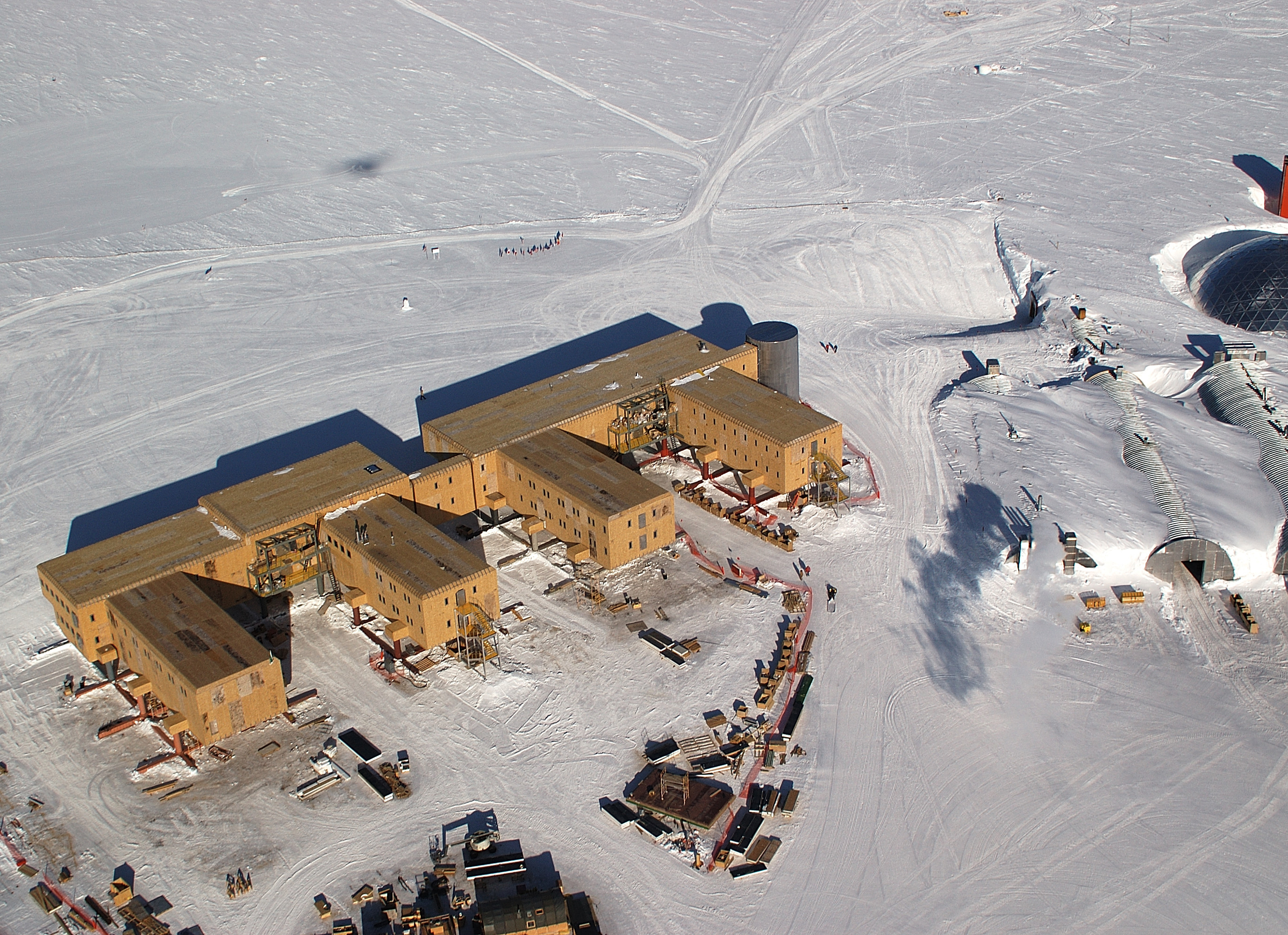
アムンゼン・スコット基地。建物の裏手中央やや左にセレモニアル・ポールと12の国旗が見える。南極点であるジオグラフィック・ポールは、数メートル左にある。建物類は積雪に備えて高床になっている。

1956年10月31日にジョージ・J・デューフェクを載せたアメリカ海軍の航空機R4D-5Lスカイトレインが着陸し、南極点は人類が訪れない長い空白期間を終えた。この年から翌年の国際地球観測年にかけて、南極点にアムンゼン・スコット基地が建設され、研究者や支援要員の常駐が始まった。
アムンゼンとスコットに次ぐ陸路での南極点到達は、イギリス連邦の南極大陸横断探検の一環に当たる1958年1月4日のエドモンド・ヒラリー一行、1月19日のヴィヴィアン・フックス一行が航空機からの支援をうけつつも達成した。その後も、アンテロ・ハボラ、アルバート・P・クレイリー、ラノフ・ファインズら多くの探検家が南極点への旅を成功させた。
1968年12月19日、日本の第9次越冬隊（隊長・村山雅美）が日本人として初めて南極点に到達した。
1987年にはエルスワース山脈内の南緯80度にあるパトリオットヒルズに民間のベースが建設され、南極点への非政府系の遠征が行われるようになった。
1989年12月30日には、アルブト・フックスとラインホルト・メスナーが乗り物や動物の助けを受けず、スキーと風力だけで南極点に達した。海岸から支援を受けず徒歩で南極点に到達した例は、2009年にヘラクレス湾 (Hercules Inlet) から33日をかけたカナダのレイ・ザハブ、リチャード・ウェーバー、ケビン・バレリーが成し遂げた。これは1か月前にトッド・カーマイケルが達成した39日と7時間の記録を更新した。

### 到達の歴史
- 1909年 - アーネスト・シャクルトンが南極点を目指したが180km手前で断念。
- 1911年12月14日 - ロアール・アムンセン隊が人類初到達。
- 1912年1月17日（もしくは18日） - ロバート・スコット隊が到達。
- 1912年1月28日 - 白瀬矗らが日本人としては初めて本格的に到達を目指すが南緯80度5分で断念。
- 1929年11月28日（もしくは29日） - リチャード・バードが初の南極点上空飛行。
- 1956年11月 - アメリカが南極点にアムンゼン・スコット基地を建設、南極点に科学者や要員が常駐する様になる。
- 1958年1月3日 - 南極横断遠征隊に参加したエドモンド・ヒラリーが到達。
- 1968年12月19日 - 日本の第9次越冬隊（隊長・村山雅美）が日本人として初到達。雪上車を使用。
- 1990年 - イタリアのラインホルト・メスナーとドイツのアルブト・フックスが初めて徒歩で到達[27]。
- 1992年1月3日 - 風間深志が初めてオートバイで到達[28]。
- 1993年1月16日 - 日本環境調査隊（吉川謙二隊長）が初めて無補給で到達[29]。
- 1993年 - ノルウェーのアーリング・カッゲが初めて単独徒歩での到達[30]。
- 1994年12月 - ノルウェーのリブ・アーネセン（ノルウェー語版）が女性としては初めて単独到達[31]。
- 1995年 - ポーランドのマレック・カミンスキ（ポーランド語版）が徒歩で到達[32]。同一年に南北両極到達は初めて。
- 1995年12月22日 - ノルウェーのボルゲ・オウスラント（ノルウェー語版）が単独無支援で到達。
- 1998年-12月31日 - 大場満郎が単独徒歩で到達。一連の行程で1999年2月に初の南北両極単独徒歩横断を達成[33][34]
- 2008年1月23日 - 続素美代が日本人女性では初めて到達[35]。
- 2009年1月14日 - モナコのアルベール2世が国家元首としては初めて到達。2006年4月に北極点にも到達している[36]。
- 2018年1月6日 - 荻田泰永が無補給、単独徒歩で到達[37]。

### 極点の実測
アムンセンが南極点の初到達者とするからには、必然的に、アムンセンが極点の位置を実測により特定した最初の人物と言える。GPS等による位置測定ができない1911年当時において用いられた方法は、太陽による天測が主であった。
まず、アムンセンが持参した計測機器類は、羅針儀4個、ソリ距離計3個、六分儀2個、人工水平線器3個、沸点高度計1個、アネロイド晴雨計1個、温度計4個、双眼鏡2個、クロノメーター3個であった。なお、アムンセンは船長を務めていたことから、航海術を習得する過程でこれらの機器の操作法には習熟していたものと考えられる。
極点付近到達時における測定経過は次のようなものである。
- 1911年12月
  - 14日15時 - ソリに付けた距離計が南極点到達と推定される数値を示し、進行を停止。ここで野営する。
  - 15日
    - 0時 - 太陽による天測の結果、現在地は南緯89度56分との結果が出る。
    - 6～19時 - 1時間ごとに太陽による天測の結果、南緯89度54分30秒との結果が出る。

  - 16日
    - 11時 - 野営地から10キロメートル程離れた真の極点と推測される位置へ移動し到着。
    - 11時30分～12月17日正午 - 隊員たちが6時間交代で天測。今ある計器類で測定できる限りにおいて極点と断定。念の為、そこから3方向に7km往復する。

帰国後、極点と断定した測定値を天文学者と数学者に委託。その結果、実際には南緯89度58分05秒、東経60度だったことが判明した。そこから3方向に往復した結果、計算による本当の南極点を200～300メートル以内の近さで通過したと見られている。

## 領有権の主張
複数の国が南極において領有権を主張しており、セクター理論に基づき、南極点を頂点として二つの経線と一つの緯線に囲まれた扇形の領域を領土であるとしてきた。ノルウェーのみ、領有権を主張する範囲の南限と北限を示していなかったために南極点を領土と主張してこなかったが、2015年に領土を南極点まで拡張すると発表している。

## 気候

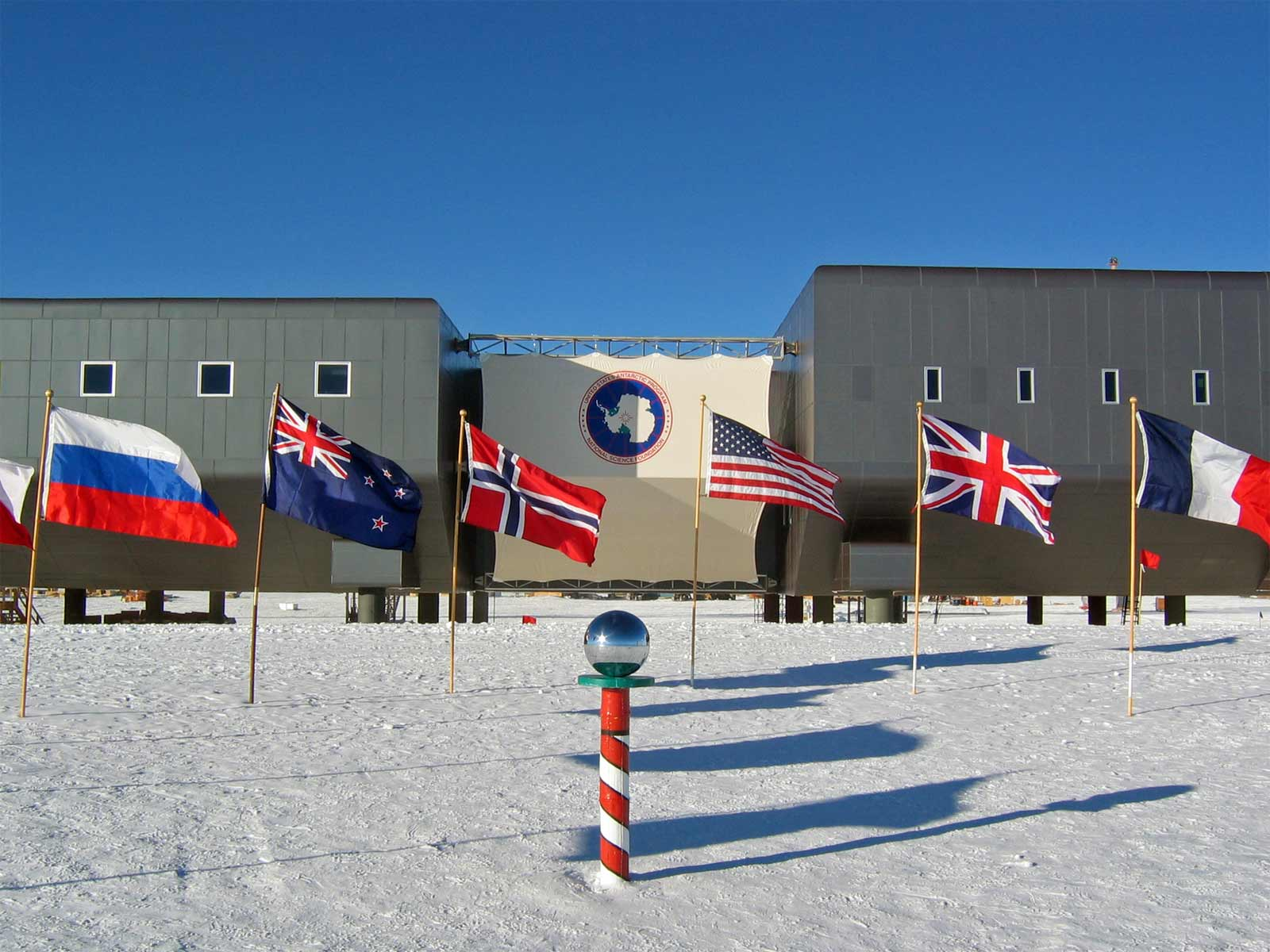
アムンゼン・スコット基地とセレモニアル・ポール。基地が高床形状になっているのがわかる。

南半球の冬季に当たる3月から9月にかけて、南極点には日光が全く射さない。5月から7月には薄明かりも見られなくなり、月光を除けば南極点は暗闇に沈む。逆に夏季となる9月から3月の期間、太陽は昇ったまま反時計まわりで地平線上にとどまる。ただし高度は一貫して低く、日光の入射角は最大となる12月でも23.5度程度に過ぎない。この日照の少なさに加え、積もる白い雪が光を反射する点や標高が2,800メートル（9,186フィート）であることも相まって、南極点は地球上で最も気温が低い場所のひとつに挙げられる。なお、観測された最低気温は標高がより高いボストーク基地（標高3,488メートル）で1983年に記録された。北極点は海洋上の氷原にあり標高も低い上、暖流の影響などもあり南極点ほどに気温は下がらない。
1月の南極点は平均気温がマイナス25.9℃まで上昇する。しかし日が経つにつれて太陽の高度が徐々に落ち、3月には気温は平均でマイナス45℃まで下がる。3月下旬には陽が暮れ、再び日の出が来るのは9月下旬を待たなければならない。冬季の平均気温はマイナス58℃を前後する。アムンゼン・スコット基地で観測された最高気温は1978年12月27日のマイナス13.6℃、最低気温は1982年6月23日のマイナス82.8℃である。
南極点は砂漠気候に相等する程に降水量がほとんど無く、空気中の湿度もほぼゼロに等しい。しかし激しい風を伴う降雪はあり、年間の積雪量は20cm程度となる。以前のアムンゼン・スコット基地はドーム状だったため、この雪が部分的に覆い、入り口は定期的に雪かきをしなければならなかった。現在の建物は積雪対策のため高床形状に設計され、雪の吹き溜まりができないようになった。
| 南極点の気候                      | 南極点の気候  | 南極点の気候  | 南極点の気候  | 南極点の気候  | 南極点の気候  | 南極点の気候  | 南極点の気候  | 南極点の気候  | 南極点の気候  | 南極点の気候  | 南極点の気候  | 南極点の気候  | 南極点の気候  |
| 月                                | 1月           | 2月           | 3月           | 4月           | 5月           | 6月           | 7月           | 8月           | 9月           | 10月          | 11月          | 12月          | 年            |
| --------------------------------- | ------------- | ------------- | ------------- | ------------- | ------------- | ------------- | ------------- | ------------- | ------------- | ------------- | ------------- | ------------- | ------------- |
| 最高気温記録 °C （°F）            | −14 (7)       | −20 (−4)      | −26 (−15)     | −27 (−17)     | −30 (−22)     | −31 (−24)     | −33 (−27)     | −32 (−26)     | −29 (−20)     | −29 (−20)     | −18 (0)       | −13 (9)       | −13.6 (7.5)   |
| 平均最高気温 °C （°F）            | −25.9 (−14.6) | −38.1 (−36.6) | −50.3 (−58.5) | −54.2 (−65.6) | −53.9 (−65)   | −54.4 (−65.9) | −55.9 (−68.6) | −55.6 (−68.1) | −55.1 (−67.2) | −48.4 (−55.1) | −36.9 (−34.4) | −26.5 (−15.7) | −46.3 (−51.3) |
| 平均最低気温 °C （°F）            | −29.4 (−20.9) | −42.7 (−44.9) | −57.0 (−70.6) | −61.2 (−78.2) | −61.7 (−79.1) | −61.2 (−78.2) | −62.8 (−81)   | −62.5 (−80.5) | −62.4 (−80.3) | −53.8 (−64.8) | −40.4 (−40.7) | −29.3 (−20.7) | −52.0 (−61.6) |
| 最低気温記録 °C （°F）            | −41 (−42)     | −57 (−71)     | −71 (−96)     | −75 (−103)    | −78 (−108)    | −82 (−116)    | −80 (−112)    | −77 (−107)    | −79 (−110)    | −71 (−96)     | −55 (−67)     | −38 (−36)     | −82.8 (−117)  |
| 降水量 mm （inch）                | ----          | ----          | ----          | ----          | ----          | ----          | ----          | ----          | ----          | ----          | ----          | ----          | ----          |
| 平均月間日照時間                  | 558           | 480           | 217           | 0             | 0             | 0             | 0             | 0             | 60            | 434           | 600           | 589           | 2,938         |
| 出典1：WeatherBase 2010-09-03     |               |               |               |               |               |               |               |               |               |               |               |               |               |
| 出典2：Cool Antarctica 2010-09-03 |               |               |               |               |               |               |               |               |               |               |               |               |               |

## 時刻
地球上では、各地点の時刻はほぼ経度に沿うように設定されている。時刻は同時に太陽の位置に連動し、例えば正午には一日でおおよそ最も高い高度に太陽が来る。しかし、全ての経度線が集中し、日の出と日の入りが年に一度しかない南極点では、このような原則が当てはまらない。そこで、南極点にあるアムンゼン・スコット基地では便宜上の時刻を採用している。それはアメリカが補給機を離陸させるディープ・フリーズ作戦で使うニュージーランドのクライストチャーチの時刻（標準時NZST, UTC+12。夏時間ではUTC+13）である。

## 動植物
南極点の気候は非常に厳しく、まれに風に流されたトウゾクカモメが見られる程度で、定住する動植物は存在しない。
2000年に、肺炎球菌に似たバクテリアが南極点付近の氷の中から見つかったが、このバクテリアが南極で進化した可能性は低いと考えられている。しかし科学者らは、極寒・乾燥かつ強烈な紫外線が降り注ぐ時期と一転暗闇に閉ざされる時期がある南極点の過酷な環境でも生存できる生命が存在する事実は、太陽系の他の惑星や衛星にも生命が存在する可能性を考えるに当たって重要な意味を持つと考えている。

## 建造物と交通
南極点付近には1957年にアメリカのアムンゼン・スコット基地が建設されたほか、南極点望遠鏡などいくつかの施設が建設されて研究・観測を行っている。
アムンゼン・スコット基地には物資輸送用のジャック・F・パウルス・スキーウェイと呼ばれる滑走路が存在し、マクマード基地からの物資輸送に使用されている。以前は輸送路はこの空路のみであったが、2003年から物資輸送を目的としてマクマード南極点道路の建設が開始され、2006年に完成した。マクマード南極点道路は、船舶の接岸できる南限であるロス島のマクマード基地から南極点を結ぶ全長1450kmの道路であり、路面は圧雪した雪によってできていて、400mごとに目印が建てられて道を見失わないようになっている。

## 観光
南極点への旅費は2011年の時点で一人あたりおよそ40,500米ドル、期間は7日間か8日間である
。この金額と期間には、ツアーの集合・解散地であるチリ最南端のプンタ・アレーナスまでの交通費・移動時間は含まれていない。極地研究家の神沼克伊は南極点訪問について、現在の地球上で、時間あたりの旅費が最も高い場所ではないかとしている。南極点への観光客は少なく、2006年から2011年の年間平均観光客数は約190名であった。
まずプンタ・アレーナスを飛行機で出発し、かつてはパトリオットヒルズへ、現在は新設されたユニオン・グレーシャー・キャンプ（ユニオン・グレッシャーとも）へ向かう。そこで天候が整うのを待つ。ユニオン・グレーシャーでは付近の散策や今後についてのオリエンテーションなどで過ごす。飛行機が飛べるようになったらアムンゼン・スコット基地へ向かう。基地では記念撮影や科学者との交流をする。基地内には記念スタンプや土産物店がある。